# Brusturi (Bihor)
Pour les articles homonymes, voir Brusturi.
Brusturi (Tataros en hongrois, Brestur en allemand) est une commune roumaine du județ de Bihor, en Transylvanie, dans la région historique de la Crișana et dans la région de développement Nord-Ouest.

## Géographie
La commune de Brusturi est située dans le centre-est du județ, au sud des Monts Plopiș, à 38 km au nord-est d'Oradea, le chef-lieu du județ.
La municipalité est composée des huit villages suivants, nom hongrois, (population en 2002) :
- Brusturi, Tataros (1 331], siège de la commune ;
- Cuieșd, Kövesd (579) ;
- Loranta, Loránta (101) ;
- Orvișele, Orviseltanya (597) ;
- Păulești, Felsőtótfalu (399) ;
- Picleu, Szóvárhely (895) ;
- Țiganești de Criș, Cigányfalva (372) ;
- Vărăsău, Varaszótanya (153).

## Histoire
La première mention écrite du village de Brusturi date de 1360 sous le nom de Tatarpatak.
La commune, qui appartenait au royaume de Hongrie, en a donc suivi l'histoire.
Après le compromis de 1867 entre Autrichiens et Hongrois de l'empire d'Autriche, la principauté de Transylvanie disparaît et, en 1876, le royaume de Hongrie est partagé en comitats. Brusturi intègre le comitat de Bihar (Bihar vármegye).
À la fin de la Première Guerre mondiale, l'Empire austro-hongrois disparaît et la commune rejoint la Grande Roumanie au traité de Trianon.
En 1940, à la suite du deuxième arbitrage de Vienne, elle est annexée par la Hongrie jusqu'en 1944, période durant laquelle sa petite communauté juive est détruite par les nazis. Elle réintègre la Roumanie après la Seconde Guerre mondiale au traité de Paris en 1947.

## Politique
| Période                                  | Période  | Identité     | Étiquette | Qualité |
| ---------------------------------------- | -------- | ------------ | --------- | ------- |
| Les données manquantes sont à compléter. |          |              |           |         |
| 2004                                     | 2016     | Ioan Petruț  | PNL       |         |
| 2016                                     | En cours | Livia Bârlău | PSD       |         |

| Parti | Parti                                                 | Sièges |
| ----- | ----------------------------------------------------- | ------ |
|       | Parti national libéral (PNL)                          | 1      |
|       | Parti social-démocrate (PSD)                          | 5      |
|       | Alliance des libéraux et démocrates (ALDE)            | 3      |
|       | Union nationale pour le progrès de la Roumanie (UNPR) | 1      |
|       | Indépendant                                           | 1      |

## Religions
En 2002, la composition religieuse de la commune était la suivante :
- Chrétiens orthodoxes, 73,89 % ;
- Pentecôtistes, 16,92 % ;
- Catholiques romains, 4,46 % ;
- Baptistes, 1,74 % ;
- Réformés, 1,32 % ;
- Grecs-Catholiques, 0,80 % ;
- Adventistes du septième jour, 0,64 %.

## Démographie
En 1910, à l'époque austro-hongroise, la commune comptait 3 605 Roumains (76,43 %), 903 Hongrois (19,14 %), 97 Slovaques (2,06 %) et 35 Allemands (0,74 %),.
En 1930, on dénombrait 5 413 Roumains (89,69 %), 286 Hongrois (4,74 %), 165 Slovaques (2,73 %), 109 Roms (1,81 %) et 48 Juifs (0,80 %).
En 1956, après la Seconde Guerre mondiale, 6 315 Roumains (90,46 %) côtoyaient 391 Hongrois (5,60 %), 195 Slovaques (2,79 %), 64 Roms (0,92 %) et 12 Juifs (0,17 %).
En 2002, la commune comptait 3 859 Roumains (88,36 %), 208 Slovaques (4,76 %), 176 Tsiganes (4,03 %) et 119 Hongrois (2,72 %). 
| 1880  | 1890  | 1900  | 1910  | 1920  | 1930  | 1941  | 1956  | 1966  |
| ----- | ----- | ----- | ----- | ----- | ----- | ----- | ----- | ----- |
| 2 408 | 3 065 | 3 801 | 4 717 | 4 896 | 6 035 | 7 124 | 6 981 | 6 641 |

| 1977  | 1992  | 2002  | 2007  | - | - | - | - | - |
| ----- | ----- | ----- | ----- | - | - | - | - | - |
| 6 216 | 4 823 | 4 367 | 4 064 | - | - | - | - | - |

## Économie
L'économie de la commune repose sur l'agriculture et l'élevage.

## Communications

### Routes
La route régionale DJ767 se dirige au sud-est vers les villages de Picleu, Țiganești de Criș, la commune de Tileagd et la route nationale DN1 qui permet de rejoindre Oradea et au nord-ouest vers la commune de Spinuș

## Lieux et monuments
Le village de Brusturi possédait une très belle église en bois datant de 1785 qui a été démontée et reconstruite dans la station thermale de Băile Felix, près d'Oradea en 1961.
- Brusturi, église catholique romaine datant de 1800 ;
- Țiganești de Criș, église orthodoxe en bois des Sts Archanges datant de 1600, classée monument historique[6] ;
- Cuieșd, église orthodoxe datant de 1890[6].